# Microfinance verte
 (mai 2013).
La microfinance verte est l’alliance entre la microfinance et les enjeux liés à l’environnement. Il s’agit de l’ensemble des activités de microfinance (micro-crédits, etc.) qui prennent en compte l’impact de l’activité et de l’institution sur l’environnement.

## Évolution
Depuis sa création, la microfinance se base sur deux des trois piliers du développement durable qui sont l’économie et le social. Mais depuis peu, les instituts de microfinance cherchent de plus en plus à introduire des aspects environnementaux et ont ainsi développé la microfinance verte. Aujourd’hui, ce concept séduit de plus en plus d’instituts de microfinance.

## Rôle des institutions de microfinance
Face aux défis environnementaux dans les pays du sud, les institutions de microfinance ont un rôle très important à jouer car elles représentent un acteur bien placé pour promouvoir un développement durable. De plus, il faut savoir que les micro-entrepreneurs créent en général des activités relativement polluantes pour l’environnement comme la teinturerie, les mines, la tannerie, etc. Les micro-entrepreneurs sont donc exposés à des risques environnementaux majeurs mais exposent également leur environnent local à ces risques.

## Différents types de microfinance verte
Le lien entre la microfinance et le développement durable peut se faire par différents moyens de la part des instituts de microfinance :
- Le financement d’activités dites vertes, de projets écologiques (par exemple la gestion des déchets, le recyclage, le compost, l’installation d’équipements d’énergies renouvelables, etc.) ;
- La réduction de l’empreinte écologique par l’institut de microfinance elle-même en interne (gestion de ses transports, déchets, etc.) ;
- La mise à disposition de services non financiers comme la sensibilisation, la formation ou encore l’accompagnement des clients sur cette thématique.

## Performance environnementale de la microfinance
La microfinance verte est un concept récent et il n'existe à ce jour aucune méthodologie pour mesurer son impact réel sur l'environnement.
Un outil a été développé par Marion Allet : l'indicateur de performance en microfinance verte (MEPI pour Microfinance Environmental Performance Index).
Il se base sur cinq stratégies de gestion environnementale pouvant être adoptées par les instituts de microfinance (IMF) :
- 1. l'adoption de politiques environnementales : l'IMF peut intégrer dans sa politique, ses principes ou ses missions la problématique environnementale ;
- 2. la réduction de l'empreinte écologique interne : l'IMF peut mettre en place des outils d'évaluation de son impact écologique et avoir des objectifs de réduction ;
- 3. la gestion des risques environnementaux du portefeuille : l'IMF peut choisir de financer des activités à faible impact environnemental ou exclure certaines activités préjudiciables pour l'environnement, à travers l'adoption d'une liste d'exclusion ou par le suivi des progrès réalisés par leurs clients ;
- 4. l'octroi de micro crédits verts : l'IMF peut développer des microcrédits vert pour soutenir le développement d'activités respectueuses de l'environnement : écoutourisme, agroforesterie, recyclage ou pour faciliter l'accès aux technologies propres ;
- 5. la mise en place de services non-financiers environnementaux : l'IMF peut développer des services tels que des campagnes de sensibilisation ou des formations sur des pratiques respectueuses de l'environnement.

## Limites
Attention, il s’agit aujourd’hui d’un concept émergent, encore peu répandu et peu étudié, car pour un institut de microfinance il s’agit d’une contrainte supplémentaire qui s’avère compliquée à mettre en œuvre sur le terrain. De plus, la microfinance n’a pas vocation à résoudre tous les problèmes.
C’est pourquoi l’engagement dans la microfinance verte doit se faire de manière prudente et responsable.

### Sources et bibliographie
- « Microcrédit et Environnement : quel avenir ? », sur actu-environnement.com, Actu-Environnement, 17 octobre 2008 (consulté le 5 mai 2013)
- (en) Khan Fehmeen, « Why Green Microfinance Matters to the Poor », sur microfinancehub.wordpress.com, Microfinance Hub, 5 juin 2010 (consulté le 5 mai 2013)
- (en) Marion Allet, « Microfinance & Environment : Why do microfinance institutions go green? (Working Paper CERMi) »(Archive.org • Wikiwix • Archive.is • Google • Que faire ?), sur rug.nl, Université de Groningue, décembre 2010 (consulté le 5 mai 2013)
- (en) Marion Allet, « Measuring the environmental performance of microfinance (CEB Working Paper N°11/45) »(Archive.org • Wikiwix • Archive.is • Google • Que faire ?), Centre Émile Bernheim, Solvay Brussels School, 2011 (consulté le 5 mai 2013) [PDF]
- « Un projet pionnier de microfinance « verte » en Amérique latine », sur gdfsuez.microworld.org, MicroWorld GDF Suez, 2 novembre 2011
- Pauline Bensoussan, Séminaire de microfinance dans le cadre du parcours de spécialisation "Gestion et Développement Durable", 2013, FBS Tours
- Marion Allet, Microfinance et environnement : Résumé de thèse, UMR 201 Développement et Sociétés, PlaNet Finance, Centre Émile Bernheim, CERMi, 2013, 58 p. (lire en ligne) [PDF]